# Arsène Lupin (série télévisée, 1960)
Pour les articles homonymes, voir Arsène Lupin (homonymie).
Arsène Lupin est une série télévisée québécoise en treize épisodes de 25 minutes en noir et blanc créée par André Giroux et Roger Lemelin, et diffusée du 6 juillet au 28 septembre 1960 à la Télévision de Radio-Canada.

## Fiche technique
- Scénarisation : André Giroux et Roger Lemelin
- Réalisation : René Verne
- Société de production : Société Radio-Canada

## Distribution
- Jean Gascon : Arsène Lupin
- Guy Sanche : Isidore Beautrelet
- Maurice Dallaire : garçon d'auberge
- Gilbert Delasoie : Bredoux
- Thérèse Cadorette : Raymonde de Saint-Véran
- Guy Hoffmann : Filleul
- François Lavigne : Gesvres
- Jean-Louis Paris : Me Vatinel
- Nicole Braün
- Camille Ducharme
- Bertrand Gagnon
- Georges Groulx
- Jean Lajeunesse